# 奥田教久
奥田 教久（おくだ のりひさ、1919年2月1日 - 2010年）は、大日本帝国陸軍大尉。戦後は科学ジャーナリスト、エンジニアとして活動した朝日新聞社論説委員。科学技術庁原子力局長期計画専門部会総合文化会委員・核燃料分科会委員。後に朝日カルチャーセンター社長。1939年、第一高等学校、1942年、東京帝国大学工学部卒。陸軍第三期航空技術候補生出身。カトリック教徒。
朝日新聞社が他社に先駆けてネルソン法方式を採用する際の主幹を務め、コンピュータ製版化を達成。

## 来歴等
村松藩主堀家の末裔として1919年2月1日、福島県に生まれ、宮城県仙台市で育つ。父・武二郎は公務員、母・愛子は関義臣の庶子。奥田教朝は兄。旧制仙台第一中学校に進むが、家庭の事情で東京に転居することとなり、旧制東京第一中学校に編入。その後、第一高等学校（理科甲種）に進学、卒業。東京帝国大学工学部で電気工学を専攻する。
1941年に大学を卒業すると、特別幹部候補生として陸軍に入隊、技術将校となる。主に航空分野に携わり、航空本部調査課等に勤務する。終戦時、陸軍技術大尉。
戦後、朝日映画社を経て朝日新聞社に入社、学芸部等に配属。主に科学報道に携わり、ニューヨーク特派員（当時はニューヨークに同社の支局が開設されていなかった）などを歴任。同社の科学報道の一線で活躍。なお、科学分野にあっては、比較的社歴の浅いうちから社説を書いており、論説委員となっている。
朝日新聞社の現東京本社社屋が建設される際、鉛活字を一切使わず、コンピュータ製作による新聞製作システム「ネルソン」導入の主幹を務め、「新社屋建設委員会」では事務局長を務めた。日本語印刷におけるネルソンを導入したのは朝日新聞が最初であり、当初は日本語では無理とも言われたが、奥田らの働きで実現したといわれている。
陸軍の航空技術将校、つまり航空エンジニア出身ではあるが、ネルソンなどコンピュータ黎明期のエンジニアとして活躍した反面、記者として科学分野に関する多彩な記事を執筆、多才さを見せた。
1966年より、朝日新聞論悦委員として、科学技術庁原子力局長期計画専門部会総合文化会委員・核燃料分科会委員を務める。
その後、朝日カルチャーセンター社長。
晩年も、著述業として執筆の仕事をする一方、旧制第一高等学校同窓会の幹事を務め、同校の歴史・資料を電子化する作業をしていた。
2010年春、急逝、訃報の公式発表無し。
子の奥田明久も、同年10月2日に自死した。彼は元朝日新聞記者・週刊朝日副編集長・アサヒパソコン編集長・出版業務部長・アサヒカメラ編集長であった。またほかの子に、独立行政法人産業技術総合研究所総括研究員の奥田義久などがある。

## 著書
- 陸空-中央兵器生産-29 電波兵器概説(大日本帝国陸軍航空本部調査課)
- 陸空-中央兵器生産-54 伊国駐在武官の航空情報関係報告-軍用機関係
- 日本の医療 第1分冊 社会保障と医療保障-その理想と現実-(1964年発売、朝日新聞)
- 新しい科学と社会(新潮社刊)足田輝一と共著
- 少年少女科学名著全集(国土社刊)板倉聖宣、小原秀雄と共著